# Ліа Янітсас
Ліа Янітсас (англ. Lea Yanitsas, 15 березня 1989) — австралійська ватерполістка.
Учасниця Олімпійських Ігор 2016 року.
Призерка Чемпіонату світу з водних видів спорту 2013, 2019 років.